# Synteratus
Synteratus is een geslacht van kevers uit de familie van de loopkevers (Carabidae). De wetenschappelijke naam van het geslacht is voor het eerst geldig gepubliceerd in 1909 door Broun.

## Soorten
Het geslacht Synteratus is monotypisch en omvat slechts de volgende soort:
- Synteratus ovalis Broun, 1909